# Sønderborg
Sønderborg (tysk: Sonderburg, sønderjysk: Synneborre / Synnebo) er en by og kommune i Sønderjylland med 28.333 indbyggere  (2025) på begge sider af Alssund. Størstedelen af byen ligger på øen Als, der er forbundet med Sønderjylland af Kong Christian X's Bro og den nordligere Alssundbro. Den er Sønderjyllands største by og er vokset op omkring Sønderborg Slot, der blev anlagt lidt før år 1200. Arkæologiske udgravninger forskellige steder i byen viser middelalderens Sønderborg på Humletorvet.
Søfart var et vigtigt erhverv fra 1500-tallet, da skibe fra Sønderborg sejlede i hele Østersø-området med varer fra Als. Det preussiske bombardement i 1864 gik meget hårdt ud over Sønderborg, hvor mere end 80 procent af byens huse nedbrændte eller blev beskadiget. Genopbygningen skete langsomt, og først efter 1900 voksede befolkningstallet mærkbart bl.a. på grund af tysk tilflytning.
Sønderjylland hørte i perioden 1864-1920 til Tyskland, og byen mistede mange borgere, som udvandrede til Danmark, der lå nord for Kongeå grænsen. Til gengæld fik Sønderborg flere tyske militære institutioner, og byens industri og handel udvikledes yderligere. Efter Genforeningen i 1920 udvandrede en del tyskere, og befolkningstallet faldt igen fra 11.500 før 1. verdenskrig til 8.500 i 1921. Havnen og vejnettet blev udbygget, og Christian X’s Bro afløste den gamle pontonbro. Byen voksede især efter 2. verdenskrig, og fra 1960 havde den befolkningsmæssigt overhalet Haderslev og var blevet Sønderjyllands største by. Halvdelen af byens indbyggere var beskæftiget inden for håndværk og industri i 1960, og navnlig metal- og maskinindustrien var væsentlige erhvervsgrene.
I 1970 mistede Sønderborg ved kommunalreformen sin status som amtssædeby, og indbyggertallet faldt indtil midten af 1980'erne, hvorefter udviklingen vendte.
Sønderborgområdet rummer i dag et dynamisk erhvervsmiljø inden for højteknologi, maskin-, levnedsmiddel og tekstilindustri og har mange uddannelsessteder og kollegier. Syddansk Universitet i Sønderborg udbyder bl.a. erhvervsøkonomi, erhvervssprog og ingeniøruddannelser, og desuden findes der bl.a. Sønderborg Idrætshøjskole og kunstskole. Byen er endvidere hjemsted for Sønderjyllands Symfoniorkester. Sønderborg Sygehus er byens største arbejdsplads med 1.500 ansatte.
Sønderborg er hovedby i Sønderborg Kommune, som er en del af Region Syddanmark. Den 1. januar 2007 blev Sønderborg en del af den større Sønderborg Kommune. Kommunen har i dag 74.561 indbyggere (2019). Andre byer i Sønderborg Kommune er: Nordborg, Augustenborg, Guderup, Fynshav, Høruphav, Vester Sottrup, Broager, Havnbjerg og Gråsten.

## Om byen
Sønderborg by er anlagt på øen Als i sidste halvdel af 1100-tallet nogenlunde samtidig med Sønderborg Slot, begunstiget af gode havneforhold og tjenesteydelser til borgen. Byen består af gamle og nye bygninger. Sønderborg blev svært beskadiget af preussisk artilleribombardement under belejringen af Dybbøl-skanserne i 1864. Store dele af midtbyen og havneområdet nedbrændte. Den største del af byen ligger på Als, mens en mindre del ligger på Sundeved-siden af Alssund. Fra midten af 1800-tallet og til 1930 var de to bydele forbundet med pontonbroen Frederik VII's Bro. Skulle man over, betaltes der bropenge undtagen om søndagen, hvor der var kirkegang. Folkevandringen hver søndag gjorde, at Sundeved-siden i folkemunde fik navnet "Den kristne side".
Sønderborg er kendt især for slottet, de populære spritruter over Flensborg Fjord indtil 1999 og den årligt tilbagevendende ringridning, som i højsommeren er en byfest uden lige i flere dage.

### Begivenheder
I 1888 blev Sønderborgs Kredsringriderforening oprettet og lige siden har man hvert år holdt ringriderfesten i Sønderborg. I nutiden er den årlige ringridning blevet til en folkefest over fire dage i juli (2. weekend) med deltagelse af ca. 500 ryttere og 40.000 gæster. Sønderborg Ringridning er også kendt for sin årlige herrefrokost med omkring 1.600 deltagere, hvilket gør det til verdens største herrefrokost.
Riddertraditionen med ringridning fra middelalderen har holdt sig i det sønderjyske. I al sin enkelhed går ringridning ud på i fuld galop med en lanse at fange en ring, der er ophængt i en galge. Samspillet mellem hest og rytter kan stadig fascinere, ligesom dengang de rustningsklædte riddere red til rings foran Sønderborg Slot.
Byfesten i Sønderborg begyndte i det små med Atletklubben Alsia – nu Brydeklubben Alsia – som ene-arrangør i 1969. De fire dages byfest på Ringriderpladsen begynder altid på Kristi himmelfartsdag og varer til søndag aften. Byfesten i Sønderborg er mest kendt for ”Verdens største damefrokost”, hvor grænsen er sat ved knap 1.000 deltagende kvinder. Damefrokosten har tidligere været i Guinness Rekordbog.
Siden 2002 er der blevet afholdt den årlige Sønderborg Beach Party, hvor livebands og DJ's optræder. På Rådhustorvet og i Store Rådhusgade finder man byens mange caféer, restauranter samt diskoteker og andre beværtninger.
- Sønderborg Slot og Kongeskibet Dannebrog
- Kong Christian den X's Bro
- Sønderborg Havn
- Sønderborg Havn
- Kong Christian den X's Bro og Sankt Marie Kirke i baggrunden
- Havbogade
- Havbogade den 02-01 2019

## Historie
Sønderborg by er anlagt på Als i sidste halvdel af 1100-tallet nogenlunde samtidig med opførelsen af Sønderborg Slot.
Byens naturlige opland var Als og det meste af halvøen Sundeved på den anden side af sundet. Beliggenheden var velegnet til skibsfart og fiskeri.
Det første tilløb til bydannelse skete ved Augustenborg Fjord, på et sted, der lå centralt for de rige bondebygder på Als. Her opstod i 1100-tallet en sæsonmarkedsplads, omgivet af volde og grave – der i dag kaldes Brovold i landsbyen Bro ved Augustenborg. Indførelsen af de store kogger og den stigende handel mellem Danmark og Hansestæderne i Nordtyskland stillede imidlertid krav om en dyb, beskyttet ankerplads så nær ved Østersøen som mulig. Den fandt man, hvor Alssund udløber i Sønderborg Bugt og Flensborg Fjord. Samtidig havde stedet den fordel, at det med færgen kunne betjene Sundeved.
Det første sikre vidnesbyrd om byen er fra 1256, da hertug Valdemar Abelsøn fra borgen skrev et brev til munkene i Løgumkloster. I nærheden af borgen opstod efterhånden byen Sønderborg. De første indbyggere var bygningshåndværkere, købmænd og folk fra oplandet. Rosengade og Slotsgade var de første gader i Sønderborg. Den første beskedne by voksede hurtigt, og en gang i 13-1400-tallet anlagdes formentlig det store byområde, hvor Store Rådhusgade og Lille Rådhusgade mødes i det lange trekantede Rådhustorv og fortsætter i Perlegade.
Ved den lejlighed byggedes et muret rådhus i torvets bund – hvor rådhuset stadig ligger (det middelalderlige rådhus blev ødelagt ved det preussiske bombardement 1864; det nuværende er fra 1933). Samtidig voksede skipper- og fiskerbydelen langs stranden nordpå, det nuværende Sønderborg og Havbogade, og op mod spedalskhedshospitalet på bakken (hvis kirke er Skt. Marie Kirke) voksede bydelen Skt. Jørgensby frem (Jørgensbjerg, Lilliegade og Kirkegade).

### Købstaden 1536-1850
Omkring 1510 anlagde Kong Hans et orlogsværft nær ved slottet. Nogenlunde samtidig gennemføres de omfattende opfyldninger ud for Brogade og i den sydlige ende af Søndergade. I 1532-1549 sad den tidligere konge, Christian 2., i fangenskab på Sønderborg Slot, men han havde i store perioder frihed til at bevæge sig rundt i byen. Kongens og vagtmandskabets underhold har uden tvivl haft en positiv indvirkning på byens handelsliv. Navnlig i slutningen af 1500-tallet havde byen en storhedstid, hvor handel og søfart blomstrede, hvilket primært skyldes stigende priser på landbrugsprodukter.
I 1590 fik Sønderborg fornyet sine købstadsrettigheder, da Hans den Yngre gav byen en markedsordning. Skattelisten fra 1607 oplyser, at ud af 340 skatteydere var der 100 håndværkere. Håndværkerstanden udgjorde således en væsentlig del af byens indbyggere.
I det 15. århundrede opstod der en ny bydel frem ved vandet langs Søndergade og Havbogade. I 1700-tallet var kvarteret et rigt søfartsmiljø; i 1770 ejedes 110 huse af skippere og 44 af matroser.
Men i 1600-tallet endte de gode tider, og byen kæmpede med den voksende handel ved flere ulovlige havne på Als. Flækken Nordborg fik flere handelsprivilegier og blev specielt i begyndelsen af 1700-tallet en betydelig konkurrent i kampen om handelen med Als-bønderne. Det var i det hele taget en svær periode for Sønderborg, men de gode havneforhold var en vigtig forudsætning for, at byen i sidste halvdel af 1700-tallet trods alt kunne oparbejde en ganske god eksport af korn og kvæg til ind- og udland. Desuden opstod et omfattende skibsbyggeri, og flere industrielle fabrikker fandtes allerede ved overgangen til 1800-tallet. Under treårskrigen 1848-1850 var det danske militær stærkt repræsenteret på Als, hvilket byens næringsliv tjente godt på.

### 1864-1920
Krigen mellem Danmark, Preussen og Østrig i 1864 fik alvorlige følger for Sønderborg. Den 10 uger lange belejring og beskydning af skanserne på Dybbøl Banke, betød at der ofte faldt granater i byen. Særlig galt gik det natten mellem den 2. og 3. april, hvor byen blev kraftig bombarderet. Det voldsomme bombardement resulterede i mange ødelagte huse. Det gik især hårdt ud over rådhuset og hertugernes palæ fra 1580'erne, Ernst Günthers Palæ i Perlegade. Da byen efter krigen kom under tysk styre, betød det store omvæltninger for borgerne. Bystyret i Sønderborg var fra 16. november 1869 tysk, og den 1. januar 1870 indførtes den slesvig-holstenske købstadsordning. Den satte nye grænser for, hvem der kunne deltage i kommunalvalget. I 1875 var der i Sønderborg kun 374 valgberettigede borgere, en markant nedgang i en by med omkring 4.000 indbyggere.
I 1865-66 anlagde det preussiske styre en ny og forbedret fæstningsring omkring byen, både på Sundeved-siden (de nuværende skanser på Dybbøl Banke) og på Als-siden. Samtidig anlagdes den senere Kongevej som en militærvej rundt om byen. Af fæstningen på Als-siden er kun bevaret materielhusene på Kongevej og Helgolandsgade samt en rest i en privat have ved Alsgade. Da faren for et modangreb var drevet over med den tyske sejr over Frankrig 1870-71, blev anlægget nedlagt i 1884.
En kreds af byens borgere afholder i juli 1888 byens første ringriderfest, hvor der deltog over 100 festklædte ryttere, festpladsen var en 4 tønder land stor mark nord for byen, som blev stillet til rådighed af Sønderborg Eksportbryggeri.
I 1905 besluttede det tyske rige, at Sønderborg sammen med Flensborg skulle være nye hovedkvarterer for den hastigt fremvoksende tyske højsøflåde. På skrænten nord for byen rejstes den nye marinestation tegnet af arkitekt Eugen Fink i tysk ordensborg-stil i årene fra 1906. Samtidigt byggedes der officersvillaer både i Engelshøjgade og som en haveby langs Jomfrustien. Marinestationen fik stor betydning for byens indbyggertal, der efter 1907, da anlægget stod færdigt, voksede voldsomt. Det var især de offentlige myndigheder, der førte an i de mange nybyggerier. Ud over marinestationen blev der bygget amtssygehus, skole og gymnasium, filial af Rigsbanken, domhus og posthus.
Trafikken til byen var indtil da i høj grad sket med dampskibe på Alssund og Flensborg Fjord, men i 1898 anlagdes de smalsporede amtsbaner på Als (Rutebilstationen er den gamle amtsbanegård), og i 1902 fik byen normalsporet forbindelse med Tinglev. For at skaffe plads til væksten vedtog byen i 1906 en byplan, udarbejdet af arkitekt Magnus Schlichting i Flensborg. Efter den anlagdes gaderne øst for Kongevej og hele "Nystaden". Samtidig fik en lang række gader tyske navne som Kaiser-Wilhelm-Allee (Kongevej), Bismarckstrasse (Østergade) og gaderne i "Nystaden" fik navne efter tyske digtere (kun Goethe overlevede efter 1920).
Kongevej blev byens fine villavej, mens storbyagtige etageejendomme i jugendstil rejste sig ved Prinz-Adalbert-Strasse (Helgolandsgade), Løngang og i Dybbølgade på Sundeved-siden. Højdepunktet for den tyske tid var fejringen i 1914 af 50-året for sejren ved Dybbøl. Men i de samme dage udbrød 1. verdenskrig, og i løbet af få år var der sult, nød og ulykke i byen. I november 1918 udbrød der revolution i hele Tyskland, og også i Sønderborg blev der oprettet et "Arbejder- og Soldaterråd" under ledelse af skrædderen, den karismatiske Bruno Topff. Rådet skulle sikre forsyninger og ro og orden under afviklingen af det kejserlige styre og overgav hurtigt myndigheden til den nye socialdemokratiske regering.

### Genforeningen i 1920
Efter afstemningen den 10. februar 1920, hvor 74,2 % i den nordlige del af Slesvig stemte for for Danmark, stod det klart at Sønderborg igen ville blive dansk. Som i flere af de øvrige sønderjyske købstæder var der ikke dansk flertal i Sønderborg. Her stemte kun 44 % for Danmark og 56 % for Tyskland, men da området stemte som en enhed var resultatet givet. Under store festligheder fejredes Genforeningen overalt i Sønderjylland i dagene 10. til 13. juli 1920. Den 11. juli afholdtes den største af festerne i resterne af skanseanlægget på Dybbøl Banke. Den kongelige familie, med kong Christian 10. i spidsen, overværede taler, sange og optræden.
Ved indkørslen til Sønderborg slotsplads står en sten, der blev afsløret på Valdemarsdag 1920 til minde om genforeningen.
Efter Genforeningen forestod et stort genopbygningsarbejde ikke kun i Sønderborg, men overalt i Sønderjylland. Først og fremmest skulle al offentlig forvaltning igen gøres dansk, og der skulle vælges nye by-, kommune- og sogneråd. Økonomisk var landsdelen også meget forsømt, så der blev straks fra statens side iværksat store offentlige arbejder, f.eks. anlægget af Nordhavnen og anlægget af en jernbaneforbindelse mellem fastlandet og Als. Det blev derfor besluttet at bygge en ny bro, Kong Christian X's Bro, som blev en kombineret jernbane- og vejbro. Udgifterne til anlæggelsen deltes mellem staten, Sønderborg Amt og Sønderborg Kommune. I alt kostede det 2,85 millioner kroner (ca. 103,4 mio. i 2013-DKK) at bygge broen. Den blev, under stor festivitas, indviet den 7. oktober 1930.
I 1927 udskrev byen en arkitektkonkurrence om en ny byplan. Den blev vundet af arkitekt Kaj Gottlob – og efter hans idé blev en række lange ring- og radialgader anlagt: Ringgade, en del af Grundtvigs Alle, Ringridervej, Søndre Landevej og Arnkilgade. Samtidig voksede Sønderborg nu næsten eksplosivt, især pga. anlægget af det store kamgarnsspinderi, væksten på Solofabrikken, det nye amtssygehus samt en række mindre virksomheder.
I årene 1920-27 var Sønderborg sæde for Søndre Landsret.

### Fra 1930 til 1980
I løbet af 1930'erne blev der igangsat meget byggeri i byen. I 1933 kunne man således indvie et helt nyt rådhus, tegnet af arkitekt Holger Mundt, og i 1938 stiftedes Sønderborg Andelsboligforening, der havde sit første byggeri på Sundquistgade færdigt i 1939.
I 1942 stiftedes endnu en boligforening, og i løbet af 1940'erne og -50'erne skød nye boligkvarterer med rækkehuse, blokke og kædehuse frem rundt om byen.
Besættelsesårene mærkedes i Sønderborg som i det øvrige land. En markant begivenhed fandt dog sted 17.-18. april 1944. Et tysk marinefartøj åbnede 17. april ild mod Kong Christian den X's Bro, hvorved en fodgænger dræbtes. Det førte dagen efter til strejker og sammenstød mellem borgerne og det tyske militær, dog uden at nogen kom til skade.
På grund af faneflugt blev 11 tyske marinesoldater den 5. maj 1945 om aftenen henrettet på den tyske minestryger M 612 i Alssund 2 km nord for Sønderborg.
1947 besluttede byrådet at anvende dele af bebyggelsen i Havbogade til pakhuse og havnepladser. Nationalmuseet og Foreningen for Gamle Bygningers Bevaring forsøgte at ændre beslutningen. Resterne af kvarteret kan i dag ses dels på stedet, dels i Den Gamle By i Aarhus.
I 1950 købte Ingolf Nielsen Sønderjyllands Flyveselskab og begynder at flyve fotoflyvning mm. fra Ellegårdens marker ved Sønderborg. Syv år senere begyndte han taxaflyvning på ruten Sønderborg-København. SAS havde ellers monopol på al dansk indenrigsflyvning, så der kunne ikke blive tale om ruteflyvning. Han fløj dog med rimelig faste afgangstider. Selve lufthavnen på Kær Halvø åbnede i 1969.
Fra 1960'erne skete der en konstant erhvervsmæssig og befolkningsmæssig udvikling der gjorde, at Sønderborg udviklede sig til den vigtigste by i Alssundområdet. Kommunesammenlægningen i 1970 gjorde de tre kommuner i området til en ny storkommune. Det var inden for rammerne af den nye kommune, at byen stadig voksede mod nord og øst. Men også på Sundevedsiden og i Dybbøl skød mange nye boligkvarterer op. Styrket blev området som helhed, da man i 1981 kunne indvie den nye højbro over Alssund, Alssundbroen. Derved blev megen tung trafik ledt uden om byen.
Fra 1980'erne til 2000 skete der en udvikling af især IT- og elektronikindustrien, samtidig med at der til stadighed skete en udvikling inden for uddannelsessektoren, der betød at der i 1998 kunne åbnes en afdeling af Syddansk Universitet i byen. Siden 2. verdenskrig er industrikoncernen Danfoss også vokset frem til en international storvirksomhed, og sammen med andre nye industrier på Als betyder det, at mange begyndte at bo i Sønderborg og arbejde på Nordals.
Alssundbroen blev indviet i 1981. Den er 660 m lang og har en nyttebredde på 16 m. Broen fører over Alssund ca. 2 km nord for Sønderborg og er udformet som en højbro med en gennemsejlingshøjde på 33 m i hovedfaget.
Den 1. januar 2007 blev de 7 kommuner: Gråsten, Broager, Sundeved, Sønderborg, Sydals, Augustenborg og Nordborg samlet til en ny storkommune, Sønderborg. Samtidig markeredes en ny tid med opførelsen af det kombinerede universitet, forskercenter og koncertsal "Alsion" 2007. Samtidig begyndte arbejdet på at udvikle Nordhavnen som et nyt bycenter-område efter en masterplan af den amerikanske arkitekt Frank Gehry.
I 2012 kæmpede Sønderborg mod Aarhus om at opnå titlen som Europæisk kulturhovedstad i 2017, men den 24. august 2012 vandt Aarhus titlen. Sønderborgmotorvejen blev indviet den 31. marts 2012, og året efter blev shoppingcentret Borgen Shopping indviet.
Den 4. april 2014 blev flaget hejst for sidste gang på Sønderborg Kaserne. Det markerede afslutningen på Sønderborgs status som garnisonsby. Kasernen i Sønderborg havde huset soldater siden den stod færdig i 1912. I 1966 fik skolen navnet Infanteriets Befalingsmandsskole, hvor al sergentuddannelse ved kamp-tropperne samledes i Sønderborg. I forbindelse med Forsvarsforliget 2013-2017 blev det besluttet, at Hærens Sergentskole skulle flytte fra Sønderborg til Varde Kaserne.
Fra september 2014 til slutningen af september 2017 blev kasernen brugt som asylcenter for syriske flygtninge. I de første to år boede knap 700 syriske asylansøgere på Sønderborg Kaserne. De sidste omkring 350 asylansøgere blev fordelt på andre centre.
I maj 2019 åbnede Alsik Hotel, som med sine 19 etager er blandt de største hoteller i Danmark.

## Demografi og indbyggertal
| - 1769: 2.692 - 1803: 2.761 - 1845: 3.299 - 1860: 3.894 - 1867: 5.558 - 1871: 5.474 - 1880: 5.829 | - 1885: 5.266 - 1890: 5.120 - 1900: 5.522 - 1901: 5.642 - 1905: 7.045 - 1906: 7.119 - 1907: 8.718 | - 1908: 10.228 - 1909: 10.523 - 1910: 10.939 - 1911: 11.087 - 1912: 11.521 - 1921: 8.533 - 1925: 10.454 | - 1981: 25.885 - 1986: 25.069 - 1992: 25.551 - 1996: 25.914 - 2000: 26.757 - 2004: 26.959 - 2008: 27.286 |

NOTE: Befolkningstallet har især mellem 1900 og 1920 været under påvirkning af det store antal militær personel i byen.

## Trafik og infrastruktur
Der er forbindelse til Sønderborg og Als fra den Sønderjyske Motorvej E45 fra Aabenraa-området ad Hovedvej 41 samt fra Kruså via Hovedvej 8 der går til Sønderborg og videre til Fynshav. To broer fører trafikken fra Jylland over til Als, Kong Christian den X's Bro (fra 1930) midt i byen og den nyere højbro, Alssundbroen (fra 1981).
Sønderborgmotorvejen, der forbinder Sønderborg ved Dybbøl med den østjyske motorvej E45 ved Kliplev, blev indviet den 31. marts 2012. Motorvejen er som den første i Danmark bygget som OPP-projekt – offentligt-privat partnerskab – mellem Vejdirektoratet og Kliplev Motorway Group, KMG.
Fra Sønderborg Busstation er der ca. hver time busafgange til Flensborg og Aabenraa. I Sønderborg er der fem bybusser. De mere end 20 lokale busser dækker hele området fra Flensborg til Nordborg. De to X-busser dækker det meste af Sønderjylland. Linje 900X kører Vejle - Kolding - Haderslev - Aabenraa - Sønderborg og retur. Linje 915X kører fra vest med afgang fra Esbjerg over Ribe, Toftlund, Aabenraa og Sønderborg.
Fra Sønderborg Lufthavn, 7 km. fra centrum, er der flere daglige afgange til København med selskabet Alsie Express. Sønderborg er desuden endestation for jernbanenettet – med intercityforbindelse til bl.a. Odense og København hver anden time. Der er færgeforbindelse fra Fynshav til Bøjden på Fyn og Søby på Ærø.

## Erhverv
Industrien og erhvervslivet i Sønderborg-området er præget af højteknologiske virksomheder inden for it, tele, elektronikindustrien og maskinindustrien. Større virksomheder er bl.a. Agramkow Fluid Systems A/S (udvikler, producerer og markedsfører vædskefylde-, test- og dataopsamlingsløsninger til appliance- og automobilproducenter) og JF-Stoll A/S. I 1960 var halvdelen af byens indbyggere beskæftiget inden for håndværk og industri, og navnlig metal- og maskinindustrien var væsentlige erhvervsgrene. I 1951 grundlagde ingeniør Jens Freudendahl JF-Fabriken, som fremstiller landbrugsmaskiner, og allerede i 1960 havde fabrikken 1.000 ansatte, hvilket gjorde den til byens største arbejdsgiver. Efter tysk opkøb af Stoll og senere opkøb af den danske andelsgigant DLG blev produktionen i Sønderborg nedlagt og flyttet til Polen.
En del virksomheder er etableret af ingeniører uddannet i Sønderborg, og nogle ved knopskydning fra Danfoss. I 2002 var 60 procent af byens indbyggere ansat i administrations- og servicefagene.
I Nordborg har industrikoncernen Danfoss hovedsæde, som beskæftiger omkring 1.000 medarbejdere – på verdensplan har koncernen over 23.000 ansatte. Siemens Flow Instruments A/S holder også til i Nordborg og har ca. 200 ansatte. I Guderup har Linak hovedsæde, som producerer elektriske lineære aktuatorer – Linak har 900 medarbejdere på Als.
I Vollerup ligger Müller Gas Equipment A/S, som er en ordre- og serieproducerende virksomhed, hvis hovedproduktion er gasarmaturer til flaskegas, naturgas og medicinske- og tekniske luftarter. Virksomheden beskæftiger i øjeblikket ca. 150 medarbejdere.
Slagterikoncernen Danish Crowns svineslagteri er beliggende i Blans, ca. 14 km. fra byens centrum og beskæftiger 940 ansatte og slagter ca. 62.000 svin pr. uge. Telekoncernen TDC har et callcenter på Ellegårdvej i Sønderborg, som beskæftiger 370 medarbejdere. I august 2014 indgik TDC en aftale med den amerikanske serviceudbyder Sitel om at outsource cirka 700 fuldstidsstillinger, svarende til omkring 800 ansatte, fra sin kundeservice. Aftalen betyder at 650 medarbejdere i TDC's kundeservice fra udgangen af 2015 kommer til at sidde i Sønderborg.
Sønderborg Kommune er områdets største arbejdsplads med ca. 5.500 ansatte, som geografisk er spredt over hele kommunen. Sønderborg Sygehus havde i 2012 1.589 ansatte. I 2013 var der ansat, hvad der svarer til ca. 1.400 fuldtidsbeskæftigede personer.

## Uddannelse

### Universitetsbyen Sønderborg
- Syddansk Universitets (SDU) campus på Alsion tilbyder en bred vifte af ingeniøruddannelser og en række kombinationsuddannelser med sprog og økonomi. Der er også mulighed for at følge de erhvervsøkonomiske HD-uddannelser og fagpakker på master i it.

### Erhvervsuddannelser, gymnasier og erhversakademi
- Erhvervsakademi Sydvest tilbyder de korte videregåedne uddannelser datamatiker, produktionsteknolog, designteknolog, markedsføringsøkonom samt en bacheloruddannelse i design og innovation.
- VUC Syd har i 2011 ombygget den gamle Skt. Jørgens skole i Sønderborg til et helt nyt, visionært undervisningsmiljø. Kursisterne er voksne i alle aldre og fra alle dele af samfundet.
- Sønderborg Statsskole er et gymnasium, som tilbyder STX og HF. Skolen har cirka 1.000 elever.
- Alssundgymnasiet Sønderborg er et gymnasium, der bl.a. fokuserer på naturvidenskab gennem "sciencegymnasiet" og på internationalisering. Skolen har 437 elever.
- Business College Syd (tidligere Sønderborg Handelsskole) tilbyder HG, HHX, hovedforløb og efteruddannelser.
- EUC Syd tilbyder ca. 75 lange og korte erhvervsuddannelser og mere end tusinde forskellige AMU- og efteruddannelseskurser. Desuden teknisk studentereksamen (htx) og Internationalt Gymnasium, akademi- og internationale uddannelser. EUC Syd har også afdelinger i Aabenraa, Haderslev og Tønder.
- Sønderborg Produktionsshøjskole tilbyder et skoleforløb, som skal styrke deltagernes faglige, sociale og personlige udvikling og forbedre deres muligheder i uddannelsessystemet og på arbejdsmarkedet.

### Privatskoler
- Privatskolen Als er ikke orienteret i nogen bestemt ideologisk retning, men vedkender sig kulturfællesskab med den danske folkekirke. Skolen har 362 elever.
- Deutsche Schule Sonderburg er tosproglig og fører eleverne ind i den tyske og danske kultur. Skolen har cirka 180 elever.
- Dybbøl Efterskole henvender sig til elever, der har modtaget specialundervisning, og som stadig er interesseret i boglig undervisning. Dybbøl Efterskole har plads til 85 elever.
- Idrætshøjskolen i Sønderborg er en højskole, der tilbyder træner-/instruktøruddannelser inden for bestemte idrætsgrene. Skolen har en svømmehal med sauna, boldspilhal, to idræts- og bevægelsessale, indendørs klatrevæg og fitness område. Skolen har et elevtal på omkring 130 elever.
- Sønderborg International School er en international skole der køre efter et internationalt Cambridge undervisnings program. Skolen tilbyder også dansk på lige fod med danske skoler for at sikre sig at elever kan læse videre i Danmark eller abroad. Skolen har fokus på gode rammer og boglig læring. Skolen har 124 elever, der underviser elever til og med 9. klasse.

### Folkeskoler
- Ahlmann-Skolen på Kongevej blev indviet i 1907. Den fungerede indtil 1925 som tysk skole. I 1937 fik den navnet Ahlmann-Skolen. Skolen har 274 elever.
- Dybbøl-Skolen er med sine 806 elever byens største folkeskole.
- Humlehøj-Skolen er opført i 1973 og har 326 elever fra 1. - 9. klasse. Skolen er bygget sammen med Humlehøj-hallerne samt byens eneste offentlige svømmehal.
- Sønderskov-Skolen er opført i 1954-1955 og er placeret i den østlige del af byen. Skolen har 660 elever.
- Ulkebøl Skole i byens udkant er den ældste af folkeskolerne og har 616 elever.

### Tidligere uddannelses- og forskningsinstitutioner
Den Sønderjyske Sygeplejeskole fandtes tidligere i Sønderborg, men er blevet forflyttet til Aabenraa. Sygepelejeskolen tilbød sygeplejerskeuddannelsen. Der var også mulighed for at tage uddannelsen til sygeplejerske som netuddannelse eller tage uddannelsen TEK med fokus på velfærdsteknologi.
- Indtil 1998 fandtes Ingeniørhøjskolen Syd i Sønderborg, som i dag udgør Syddansk Universitets (SDU) campus i Sønderborg.
- I perioden 2004-15 fandtes Center for Grænseregionsforskning ved SDU Sønderborg.[23]

## Kultur
Alspigen er en skulptur i bronze og granit af Adam Fischer opstillet på Rådhustorvet i 1951. Pigen "Als" symboliserer den frodige ø, den står på, og studenterne fejrer hver sommer deres studentereksamen med dans omkring fontænen.
Ewers Pakhus på havnen, fungerer nu som en integreret del af Multikulturhuset, der huser Sønderborgs hovedbibliotek, Deutsche Bücherei (det tyske bibliotek) og Sønderjyllands Kunstskole. I stueetagen er der voksenbibliotek og kunstsal med plads til arrangementer og en café.
Museet på Sønderborg Slot har interessante historiske samlinger med permanente udstillinger som: Sønderjylland under tysk styre, folkeafstemninger og Genforeningen, Sønderborg bys historie 1864-1940, hertugerne af Slesvig og Holsten, slottets historie, lokale dragter og husgeråd. Derudover er der skiftende udstillinger f.eks. kunstudstillinger.
Det tyske mindretals museum på Rønhaveplads belyser mindretallets historie efter ca. 1850. Der er kunst- og kulturhistoriske samlinger til belysning af identitet, museum, hverdagsliv, krigsdeltagelse 1939-45, retsopgøret, samt den positive udvikling efter 1955.
Kirkegade 8 er bygget i 1643 og har været ejet og beboet af skræddere og af andre håndværkere og skippere. Gavlhuset, som er fredet i klasse B, blev renoveret i 1985. I dag er der ringridermuseum i bygningen. Museet er åbent 2 dage i ugen fra juni til og med august. Under ringriderfesten i Sønderborg er museet åben fredag, lørdag og søndag kl. 11-16. Gruppebesøg kan aftales hele året på tlf. +4574427575.
2 km vest for byen ligger mindeparken med skanserne og mindestuen på Dybbøl Mølle med tegninger, fotos, uniformer og våben fra krigene i 1848 og 1864 og udstilling om møllens historie samt om krigergravene i hele Nordslesvig. I nærheden af møllen ligger Historiecenter Dybbøl Banke, der skildrer den 2. Slesvigske Krigs hændelser ved Dybbøl, Sønderborg og Sundeved.
Udendørs kunst er en vigtig del af gadebilledet, og byens hovedstrøg, Perlegade, markeres af Jørgen Haugen Sørensens skulptur Sansernes port (1979). I Sønderborg-området kan man opleve revy, folkemusik, teater, orkestre, kor m.m. på byens venues som Alsion, Sønderborghus, Sønderborg Teater og i Mølleparken.
Byen har et brassbandorkester på 25 musikere. Det frivillige brandværn i Sønderborg overgik til at være bemandet med professionelle brandmænd i 2015, og blev derfor nedlagt, men korpsets orkester forsatte sit musikalske virke under navnet Sønderborg friv. Brandværnsorkester.
I 2021 modtog restaurant Syttende en stjerne i Michelinguiden som den første i byen.

### Kirker
Sankt Marie Kirke, ikke langt fra Kong Christian den X's Bro, er så meget præget af mange ombygninger, at den i det store og hele er et produkt af renæssancen. Indtil 1957, da byen deltes i to sogne, var den navngivet Sankt Jørgens Kirke, idet den forrige middelalderkirke på stedet var knyttet til en Sankt Jørgensgård. Dens nuværende udseende skyldes i alt væsentligt en ombygning i 1595-1600. Fra renæssancen stammer således gavlens profilerede bånd og lodrette murpiller samt de fladspændte hvælv, fladbuede vinduer og portaler og tagrytteren på skibets tag.
Spiret stammer dog fra en ombygning i 1960. Inventaret består bl.a. af en renæssance-altertavle fra 1618, en bronzestøbt døbefont fra år 1600, et lille, sengotisk korbuekrucifiks fra begyndelsen af 1500-tallet, en prædikestol i højrenæssance, et arbejde fra 1599 af Hinrich Ringerinck fra Flensborg, samt hertugstolen i det søndre sideskibs to østfag, indrettet omkring 1625.
Christianskirken ved byens nyeste kirkegård ved Ringgade østligt i byen er fra 1957 og minder ikke uden grund om Grundtvigskirken i København. Den er tegnet af Kaare Klint, der fuldførte faderen P.V. Jensen Klints berømte kirke i hovedstaden. I 1973 blev kirken udvidet med et tværskib i gotisk stil.

### Sport
SUB Sønderborg har sin oprindelse i Sønderborg Boldklub, som blev stiftet 26. oktober 1919. Klubben er en af moderklubberne til FC Sønderborg, som spiller i Jyllandsserien. SUB Sønderborg er dog stadig et selvstændigt ungdomshold.
Klubben er kendt for at udvikle mange talenter, som kan begå sig i Superligaen og endnu større ligaer. Klubben er blandt andet rugekasseklub til SønderjyskE, som spiller i Superligaen.
Sønderborg var målby for 3. etape af Tour de France 2022, inden rytterne og personale fløj fra Sønderborg Lufthavn for at fortsætte løbet i Frankrig.

### Venskabsbyer
- Pori i Finland, siden 1952

## Berømte bysbørn
- Frederik Carl af Slesvig-Holsten-Sønderborg-Plön - var den sidste hertug af det slesvig-holstenske hertugdømme Plön (1706-1761)
- Nicolai Ahlmann - dansk politiker (1809-1890)
- Jens Peter Raben - historiker, forfatter og museumsinspektør ved museet på Sønderborg Slot. (1880-1960)
- Ingeborg Refslund Thomsen - forfatter og politiker (1891-1972)
- Peder Moos – dansk møbeldesigner og snedker (1906-1991)
- Bjørn Svensson – var cand.polit., Ridder af Dannebrog og redaktør ved Dannevirke samt leder af DR's Radio Syd (1910-2010)
- Jens Freudendahl – stifter af JF-Fabriken (1918-2006)
- Johannes Carstensen - kunstmaler (1924-2010)
- Curt Sørensen – politolog og professor (1938- 2021)
- Esben Høilund Carlsen – filminstruktør (1941-2011)
- Hans-Jørgen Schanz – idéhistoriker og professor (1948-2022)
- Jørgen Mads Clausen – bestyrelsesformand for Danfoss-koncernen (1948-)
- Ralf Pittelkow – debattør, redaktør (1948-)
- Sebastian – sanger, musiker og komponist (1949-)
- Flemming Meyer – formand for Sydslesvigsk Vælgerforening (1951-)
- Per Nielsen – trompetist (1954-)
- Jørn Mikkelsen – ansvarshavende chefredaktør for Jyllands-Posten (1956-)
- Claus Carstensen – billedkunstner (1957-)
- Anders Bondo Christensen – Lærer og formand for Danmarks Lærerforening (DLF) (1959-)
- Hans Natorp – formand for Danmarks Idrætsforbund. (1964-)
- L:Ron:Harald – rapper og graffitikunstner (1966-)
- Søren Solkær Starbird – fotograf (1969-)
- Anders Hansen – professionel golfspiller (1970-)
- Thomas Biehl – skuespiller (1971-)
- Lars Christiansen – tidligere professionel håndboldspiller (1972-)
- Sune Wagner – sanger og stifter af rockbandet Psyched Up Janis (1973-)
- Peter Christensen – Venstre-politiker og tidligere skatteminister (1975-)
- Jacob Bjerregaard – folketingsmedlem for Socialdemokraterne (1977-)
- Stephan Kleinschmidt – politiker (1977-)
- Clemens – rapper (1979-)
- Ellen Trane Nørby – folketingsmedlem for Venstre, bosat i Sønderborg, oprindelig fra Herning (1980-)
- Lisbeth Bech Poulsen – folketingsmedlem for SF (1982-)
- Jan Hellesøe – Tryllekunstner, tv-vært (1982-)
- Simon Poulsen – professionel fodboldspiller for PSV Eindhoven (1984-)
- Frederik Cilius – satiriker, musikformidler, skuespiller (1986-)
- Søren Frederiksen – professionel fodboldspiller for AaB (1989-)

## Borgmestre
- 1851–1864: Hilmar Finsen
- 1864–1865: Georgius von Paschkowsky
- 1865–1868: Wilhelm Toosbüy
- 1869–1883: Friedrich Grimm
- 1883–1890: Ludwig Morath
- 1890–1920: Henry Petersen
- 1920–1922: Jørgen H. Kock
- 1922–1933: Johan Jacobsen
- 1933–1946: Hans Nielsen
- 1946–1969: Anders Andersen (S)
- 1969–1970: K. Th. Jensen
- 1970–1974: Edmund Nielsen (S)
- 1974–1987: Harry Christensen (S)
- 1987–1988: Alfred Krogh Pedersen (S)
- 1988–1998: Ingolf Winzor (S)
- 1998–2007: A. P. Hansen (V)
- 2007–2010: Jan Prokopek Jensen (S)
- 2010–2013: Aase Nyegaard (F)
- 2014–: Erik Lauritzen (S)

- Sankt Marie Kirke.
- Christianskirken.
- Sønderborg Kaserne
- Sønderborg Busstation (rutebilstationen)
- Det tidligere domhus
- Gaden Verdens Ende